# (8826) Corneville
(8826) Corneville (1988 PZ1) – planetoida z grupy pasa głównego asteroid okrążająca Słońce w ciągu 5,65 lat w średniej odległości 3,17 au. Odkryta 13 sierpnia 1988 roku.